# Synplasta praeformida
Synplasta praeformida är en tvåvingeart som först beskrevs av Dziedzicki 1910.  Synplasta praeformida ingår i släktet Synplasta, och familjen svampmyggor. Arten har ej påträffats i Sverige.